# Еммануель Петі
Еммануе́ль Петі́ (фр. Emmanuel Petit, нар. 22 вересня 1970, Дьєп) — французький футболіст, півзахисник.
Насамперед відомий виступами за клуби «Монако», «Арсенал» та «Челсі», а також національну збірну Франції.
Володар Кубка Франції. Чемпіон Франції. Чемпіон Англії. Володар Кубка Англії. Дворазовий володар Суперкубка Англії з футболу. У складі збірної — чемпіон світу, чемпіон Європи.

## Клубна кар'єра
У дорослому футболі дебютував 1988 року виступами за команду клубу «Монако», в якій провів дев'ять сезонів, взявши участь у 222 матчах чемпіонату. Більшість часу, проведеного у складі «Монако», був основним гравцем команди.
Своєю грою за цю команду привернув увагу представників тренерського штабу лондонського «Арсенала», до складу якого приєднався 1997 року. Відіграв за «канонірів» наступні три сезони своєї ігрової кар'єри. Граючи у складі лондонського «Арсенала» також здебільшого виходив на поле в основному складі команди. За цей час виборов титул чемпіона Англії, ставав володарем Кубка Англії, володарем Суперкубка Англії з футболу (двічі).
Протягом 2000—2001 років захищав кольори іспанської «Барселони».
2001 року перейшов до клубу «Челсі», за який відіграв 3 сезони. Завершив професійну кар'єру футболіста виступами за команду «Челсі» у 2004 році

## Виступи за збірну
1990 року дебютував в офіційних матчах у складі національної збірної Франції. Протягом кар'єри у національній команді, яка тривала 14 років, провів у формі головної команди країни 63 матчі, забивши 6 голів.
У складі збірної був учасником чемпіонату Європи 1992 року у Швеції, чемпіонату світу 1998 року у Франції, здобувши того року титул чемпіона світу, чемпіонату Європи 2000 року у Бельгії та Нідерландах, здобувши того року титул континентального чемпіона, а також чемпіонату світу 2002 року в Японії і Південній Кореї.
| Дата       | Місто           | Господарі      | Результат        | Гості          | Турнір                | Голи | Примітки |
| ---------- | --------------- | -------------- | ---------------- | -------------- | --------------------- | ---- | -------- |
| 14/08/1990 | Париж           | Франція        | 0 – 0            | Польща         | товариський матч      | -    |          |
| 25/03/1992 | Сен-Дені        | Франція        | 3 – 3            | Бельгія        | товариський матч      | -    |          |
| 27/05/1992 | Женева          | Швейцарія      | 2 – 1            | Франція        | товариський матч      | -    |          |
| 5/06/1992  | Ланс            | Франція        | 1 – 1            | Нідерланди     | товариський матч      | -    |          |
| 26/08/1992 | Париж           | Франція        | 0 – 2            | Бразилія       | товариський матч      | -    |          |
| 9/09/1992  | Софія           | Болгарія       | 2 – 0            | Франція        | Відбір до ЧС 1994     | -    |          |
| 17/02/1993 | Тель-Авів-Яфо   | Ізраїль        | 0 – 4            | Франція        | Відбір до ЧС 1994     | -    |          |
| 27/03/1993 | Відень          | Австрія        | 0 – 1            | Франція        | Відбір до ЧС 1994     | -    |          |
| 28/04/1993 | Париж           | Франція        | 2 – 1            | Швеція         | Відбір до ЧС 1994     | -    |          |
| 28/07/1993 | Бордо           | Франція        | 3 – 1            | Росія          | товариський матч      | -    |          |
| 8/09/1993  | Тампере         | Фінляндія      | 0 – 2            | Франція        | Відбір до ЧС 1994     | -    |          |
| 13/10/1993 | Сент-Етьєн      | Франція        | 2 – 3            | Ізраїль        | Відбір до ЧС 1994     | -    |          |
| 17/11/1993 | Марсель         | Франція        | 1 – 2            | Болгарія       | Відбір до ЧС 1994     | -    |          |
| 26/05/1994 | Париж           | Франція        | 1 – 0            | Австралія      | товариський матч      | -    |          |
| 21/06/1994 | Нім             | Франція        | 3 – 1            | Греція         | товариський матч      | -    |          |
| 11/10/1997 | Ланс            | Франція        | 2 – 1            | ПАР            | товариський матч      | -    |          |
| 12/11/1997 | Сент-Етьєн      | Франція        | 2 – 1            | Англія         | товариський матч      | -    |          |
| 25/03/1998 | Москва          | Росія          | 1 – 0            | Франція        | товариський матч      | -    |          |
| 27/05/1998 | Касабланка      | Марокко        | 0 – 1            | Франція        | товариський матч      | -    |          |
| 5/06/1998  | Гельсінкі       | Фінляндія      | 0 – 1            | Франція        | товариський матч      | -    |          |
| 12/06/1998 | Марсель         | Франція        | 3 – 0            | ПАР            | ЧС 1998 - 1-й етап    | -    |          |
| 24/06/1998 | Ліон            | Данія          | 1 – 2            | Франція        | ЧС 1998 - 1-й етап    | 1    |          |
| 28/06/1998 | Ланс            | Франція        | 1 – 0            | Парагвай       | ЧС 1998 - 1-й етап    | -    |          |
| 3/07/1998  | Сен-Дені        | Італія         | 0 – 0 (3-4 п.п.) | Франція        | ЧС 1998 - чвертьфінал | -    |          |
| 8/07/1998  | Сен-Дені        | Франція        | 2 – 1            | Хорватія       | ЧС 1998 - півфінал    | -    |          |
| 12/07/1998 | Сен-Дені        | Бразилія       | 0 – 3            | Франція        | ЧС 1998 - Фінал       | 1    |          |
| 10/10/1998 | Санкт-Петербург | Росія          | 2 – 3            | Франція        | Відбір до ЧЄ 2000     | -    |          |
| 20/01/1999 | Марсель         | Франція        | 1 – 0            | Марокко        | товариський матч      | -    |          |
| 10/02/1999 | Лондон          | Англія         | 0 – 2            | Франція        | товариський матч      | -    |          |
| 27/03/1999 | Сен-Дені        | Франція        | 0 – 0            | Україна        | Відбір до ЧЄ 2000     | -    |          |
| 5/06/1999  | Сен-Дені        | Франція        | 2 – 3            | Росія          | Відбір до ЧЄ 2000     | 1    |          |
| 9/06/1999  | Барселона       | Андорра        | 0 – 1            | Франція        | Відбір до ЧЄ 2000     | -    |          |
| 23/02/2000 | Париж           | Франція        | 1 – 0            | Польща         | товариський матч      | -    |          |
| 29/03/2000 | Глазго          | Шотландія      | 0 – 2            | Франція        | товариський матч      | -    |          |
| 26/04/2000 | Бордо           | Франція        | 3 – 2            | Словенія       | товариський матч      | -    |          |
| 28/05/2000 | Загреб          | Хорватія       | 0 – 2            | Франція        | товариський матч      | -    |          |
| 4/06/2000  | Саппоро         | Японія         | 2 – 2            | Франція        | товариський матч      | -    |          |
| 6/06/2000  | Дакар           | Сенегал        | 1 – 5            | Франція        | товариський матч      | -    |          |
| 11/06/2000 | Брюгге          | Франція        | 3 – 0            | Данія          | ЧЄ 2000 - 1-й етап    | -    |          |
| 16/06/2000 | Брюгге          | Чехословаччина | 1 – 2            | Франція        | ЧЄ 2000 - 1-й етап    | -    |          |
| 28/06/2000 | Брюссель        | Франція        | 2 – 1            | Португалія     | ЧЄ 2000 - півфінал    | -    |          |
| 16/08/2000 | Ніцца           | Франція        | 5 – 1            | Камерун        | товариський матч      | -    |          |
| 2/09/2000  | Сен-Дені        | Франція        | 1 – 1            | Англія         | товариський матч      | 1    |          |
| 4/10/2000  | Сен-Дені        | Франція        | 1 – 1            | Бразилія       | товариський матч      | -    |          |
| 7/10/2000  | Йоганнесбург    | ПАР            | 0 – 0            | Франція        | товариський матч      | -    |          |
| 15/11/2000 | Стамбул         | Туреччина      | 0 – 4            | Франція        | товариський матч      | -    |          |
| 27/02/2001 | Париж           | Франція        | 1 – 0            | Німеччина      | товариський матч      | -    |          |
| 24/03/2001 | Страсбург       | Франція        | 5 – 0            | Японія         | товариський матч      | -    |          |
| 28/03/2001 | Валенсія        | Іспанія        | 2 – 1            | Франція        | товариський матч      | -    |          |
| 25/04/2001 | Ліон            | Франція        | 4 – 0            | Португалія     | товариський матч      | -    |          |
| 15/08/2001 | Нант            | Франція        | 1 – 0            | Данія          | товариський матч      | -    |          |
| 1/09/2001  | Сантьяго        | Чилі           | 2 – 1            | Франція        | товариський матч      | -    |          |
| 6/10/2001  | Тулуза          | Франція        | 4 – 1            | Алжир          | товариський матч      | 1    |          |
| 13/02/2002 | Ренн            | Франція        | 2 – 1            | Румунія        | товариський матч      | 1    |          |
| 27/03/2002 | Сен-Дені        | Франція        | 5 – 0            | Шотландія      | товариський матч      | -    |          |
| 17/04/2002 | Бордо           | Франція        | 0 – 0            | Мексика        | товариський матч      | -    |          |
| 18/05/2002 | Париж           | Франція        | 1 – 2            | Аргентина      | товариський матч      | -    |          |
| 26/05/2002 | Сувон           | Південна Корея | 2 – 3            | Франція        | товариський матч      | -    |          |
| 31/05/2002 | Сеул            | Сенегал        | 1 – 0            | Франція        | ЧС 2002 - 1-й етап    | -    |          |
| 6/06/2002  | Пусан           | Франція        | 0 – 0            | Уругвай        | ЧС 2002 - 1-й етап    | -    |          |
| 21/08/2002 | Радес           | Туніс          | 1 – 1            | Франція        | товариський матч      | -    |          |
| 12/02/2003 | Сен-Дені        | Франція        | 0 – 2            | Чехословаччина | товариський матч      | -    |          |
| Усього     |                 | Матчів         | 63               |                | Голів                 | 6    |          |

## Титули і досягнення
- Володар Кубка Франції (1):

«Монако»: 1990–91
- Чемпіон Франції (1):

«Монако»: 1996–97
- Чемпіон Англії (1):

«Арсенал»: 1997–98
- Володар Кубка Англії (1):

«Арсенал»: 1997–98
- Володар Суперкубка Англії з футболу (2):

«Арсенал»: 1998, 1999
- Чемпіон світу (1): 1998
- Чемпіон Європи (1): 2000